# Liste der Straßen und Plätze in Flensburg/K
| Name                                                     | Hintergrund | Koordinate                                                     | Schild |
| -------------------------------------------------------- | --- | -------------------------------------------------------------- | ------ |
| * Kaiser-Wilhelm-Straße                                  | Die Verbindungsstraße nach Mürwik war nach dem Kaiser Wilhelm II. benannt, da der Bau der Marineschule Mürwik durch ihn veranlasst worden war. Die Straße wurde nach dem Zweiten Weltkrieg nach Aufforderung des Alliierten Kontrollrates in Mürwiker Straße umbenannt. Siehe dort. | Lage, Mürwik                                                   |        |
| Kälberteich                                              | Die abzweigenden Straßen westlich und südlich der Ebenezer-Howard-Allee wurden gemäß der Benennung mit dem Weiden oder Treiben von Vieh in Zusammenhang gebracht. | Lage, Weiche (PLZ 24941)                                       |        |
| Kalkgrund Kalkgrunden                                    | Nach der Örtlichkeit; vgl. Kalkstein. Von einem Zusammenhang zum Leuchtturm Kalkgrund wird nicht ausgegangen. | Lage, Mürwik (PLZ 24944)                                       |        |
| Kanonenberg Kanonbjerget                                 | Vom Kanonenberg ließ die St.Nikolai-Schützengilde früher zur Einleitung des Hauptschießens Salutschüsse mit einer Böllerkanone abfeuern. Beim Kanonenberg befand sich neben dem Schützenhaus eine ganze Zeit lang auch die Schießbahn, bevor sie zur Schützenkuhle verlegt wurde. | Lage, Friesischer Berg (PLZ 24937)                             |        |
| Kantstraße Kantgade                                      | Benannt nach dem Philosophen Immanuel Kant. — Mit dem Ende des Zweiten Weltkrieges kamen viele Flüchtlinge und Heimatvertriebene nach Flensburg. Die Stadt wuchs. Viele Flensburger Straßennamen erinnern an die alte Heimat von Zugewanderten, so auch dieser. | Lage, Sandberg (PLZ 24943)                                     |        |
| Kanzleistraße Cancelli Gade                              | In einem Stadtplan aus dem Jahr 1779 wurde die Straße als ein Feldweg eingezeichnet. Für Ende des 18. Jahrhunderts ist belegt, dass ein Wohnhaus oberhalb des Hafermarktes, am Anfang der heutigen Kanzleistraße, „Kanzlei“ genannt wurde. In dem heute offensichtlich nicht mehr erhaltenen Haus soll ein Angestellter der Kanzlei des Schlosses Glücksburgs seinen Wohnsitz gehabt haben. Die erhaltene Bebauung am Anfang der Straße entstand erst ab dem Jahr 1830. | Lage, Sandberg (PLZ 24943)                                     |        |
| * Kapitänsweg                                            | Vgl. Schifffahrtsmuseum Flensburg#Kapitänsweg | Lage, Flensburger Innenstadt/Jürgensby/Friesischer Berg (PLZ ) |        |
| Kappelner Straße Kappelgade                              | Alte Straße nach Kappeln. | Lage, Sandberg (PLZ 24943)                                     |        |
| Karlstraße Karlsgade                                     | Nach Carl von Preußen benannt. | Lage, Jürgensby (PLZ 24937)                                    |        |
| * Kastanienallee Ringstraße                              | Siehe unter Jahrtausendallee | Lage, Tarup                                                    |        |
| Kastanienweg Kastanievej                                 | Dort standen früher Kastanienbäume. | Lage, Friesischer Berg (PLZ 24937)                             |        |
| Käte-Lassen-Weg Käte Lassens Vej                         | Benannt nach der Malerin Käte Lassen. | Lage, Jürgensby (PLZ 24943)                                    |        |
| Käte-Petersen-Weg                                        | Käte Petersen (1907–1988) war eine Flensburger Bibliothekarin, die von 1930 bis 1936 die Bibliothek in der Flensburger Neustadt leitete. Sie arbeitete im Anschluss in der Büchereizentrale des Deutschen Grenzvereines für das ländliche Büchereiwesen. 1939 wurde sie die leitende Bibliothekarin der Zentrale des Büchereiwesens der Provinz Schleswig-Holstein (vgl. Büchereizentrale Schleswig-Holstein). 1970 wurde sie für ihre 40-jährige Tätigkeit am Buch mit dem Verdienstkreuz am Bande des Verdienstordens der Bundesrepublik Deutschland ausgezeichnet. Die benachbarten Straßen Kauslunds wurden wie diese ebenfalls nach engagierten Frauen benannt. | Lage, Engelsby (PLZ 24943)                                     |        |
| Käte-Wolff-Weg                                           | Der Pfad aus der Gartenstadt zum Stiftungsland Schäferhaus, wo sich einige wenige Überreste des Hofes Jägerslust befinden, wurde 2010 nach Käte Wolff benannt, die dort früher lebte, aber in der Zeit nationalsozialistischer Gewaltherrschaft verschleppt und ermordet wurde. | Lage, Weiche (PLZ 24941)                                       |        |
| * Katharinenhof Katharinegården                          | Verkürzter Name der Straße Am Katharinenhof. Liegt bei Katharinenhof (Harrislee). | Lage, Nordstadt (PLZ 24939)                                    |        |
| Katharinenstraße Katrinegade                             | Der Landmann Georg Jensen (* 1849; † 1909) heiratete 1874 die Tochter eines Gastwirts aus der Friesischen Straße namens Catharina Jordt. Jensen kaufte ungefähr zeitgleich Ländereien in der Umgebung und betrieb an der Friesischen Straße zudem eine Milchwirtschaft. Seine Frau unterstützte ihn vermutlich im Betrieb. Mit seiner Frau zusammen hatte er drei Söhne. Georg Jensen nannte seinen Besitz letztlich nach seiner Frau: „Catharinenruh“. Der Straßenname wurde vermutlich entsprechend abgeleitet. | Lage, Friesischer Berg (PLZ 24937)                             |        |
| * Katsund (auch: Kattsund)                               | Siehe Katsund | Lage, Flensburger Innenstadt                                   |        |
| Kauslunder Straße (auch: Kauslunderstraße) Kauslundsgade | Siehe Kauslund. | Lage, Engelsby (PLZ 24943)                                     |        |
| Kauslunder Winkel                                        | Siehe Kauslund. | Lage, Engelsby (PLZ 24943)                                     |        |
| Kauslundhof                                              | Siehe Kauslund. | Lage, Engelsby (PLZ 24943)                                     |        |
| Kauslundlücke                                            | Lücke bedeutet Koppel, oder allgemeiner definiert: „eingefriedetes Flurstück“. Siehe für Weiteres: Kauslund. | Lage, Engelsby (PLZ 24943)                                     |        |
| Keesgang Ostegang                                        | Dort befand sich in den 1910er-Jahren eine Käserei. | Lage, Sandberg (PLZ 24937)                                     |        |
| Keitumer Weg Kejtumvej                                   | Benannt nach dem Sylter Ort Keitum. Neben dem Keitumer Weg liegt die Sylter Straße. | Lage, Weiche (PLZ 24941)                                       |        |
| Kelmhof Kelms Gård                                       | Hof, der zu Ehren des Architekten Adalbert Kelm, der das unweit befindliche „Rote Schloss“ der Marineschule Mürwik errichtete, benannt wurde. | Lage, Mürwik (PLZ 24944)                                       |        |
| Kelmstraße Kelsmgade                                     | Zufahrtsstraße zum „Roten Schloss“ der Marineschule Mürwik, die zu Ehren des Architekten Adalbert Kelm benannt wurde. Sie erhielt ihren Namen am „11. 11. 1911“, ein Jahr nach Einweihung der Marineschule. In der Kelmstraße entstanden später zudem Wohnhäuser für Marineangehörige. Von 1912 bis 1957 befand sich direkt unterhalb der Kelmstraße die Endhaltestelle der Straßenbahnlinie 3. Noch heute befindet sich in dem Bereich eine Bushaltestelle. Privatleute können die Kelmstraße heute bis zur Torwache der Marineschule Mürwik befahren. | Lage, Mürwik (PLZ 24944)                                       |        |
| Keplerweg Keplervej                                      | Benannt nach dem Naturphilosophen, Mathematiker, Astronomen, Astrologen, Optiker und evangelischen Theologen Johannes Kepler. | Lage, Fruerlund (PLZ 24943)                                    |        |
| Kiebitzring                                              | Straße, die im Neubaugebiet von Tarup entsteht. Benannt nach der Vogelart Kiebitz. | Lage, Tarup (PLZ 24943)                                        |        |
| Kiefernhof Fyrregården                                   | Liegt beim Kiefernweg. Benannt nach dem Nadelholzgewächs der Kiefern. Die benachbarten Sackgassen wurden ähnlich benannt. Gegenüber dem Kiefernhof steht ein alter Bauernhof (vgl. Friedheim (Flensburg)). | Lage, Mürwik (PLZ 24944)                                       |        |
| Kiefernweg Fyrrevej                                      | Benannt nach dem Nadelholzgewächs der Kiefern. Die benachbarten Straßen wurden ähnlich benannt. Die Straße erhielt ihren Namen am 20. Januar 1953. In einer Karte aus dem Jahr 1904 ist sie jedoch offenbar in ihrem Verlauf schon eingezeichnet. Der Kiefernweg diente offenbar ursprünglich als Verbindungsstraße zwischen Twedter Holz und Wasserloos. Der südliche Bereich der Straßenverbindung erhielt den Namen Wasserlooser Weg. | Lage, Mürwik (PLZ 24944)                                       |        |
| * Kieler Anlagen                                         | Dort befand sich früher der sogenannte Kieler Bahnhof; vgl. Flensburger Kreisbahn. Heute befindet sich dort ein Parkplatz. | Lage, Jürgensby (PLZ 24937)                                    |        |
| Kielseng Kilseng                                         | Siehe Kielseng. | Lage, Fruerlund (PLZ 24937)                                    | -      |
| Kiesweg Grusvejen                                        | Vgl. Kies | Lage, Tarup (PLZ 24943)                                        |        |
| Kirchenallee Kirkeallé                                   | Die Straße, die zur Heilandskapelle führt, erhielt ihren Namen im Jahr 1955. | Lage, Weiche (PLZ 24941)                                       |        |
| Kirchensteig Kirkesti                                    | Die Sackgasse erhielt ihren Namen offiziell im Jahr 1972. Direkt östlich der Sackgasse schließt sich ein Fußweg an, der weiter ostwärts führt. Der „Steig“ führt in Richtung Adelbyer Kirche. | Lage, Sandberg (PLZ 24943)                                     |        |
| Kirchentoft Kirketoften                                  | Der Name bedeutet „Kirchenfeld“. Offenbar der älteste Bereich von Engelsby-Süd (vgl. für weiteres dort). | Lage, Engelsby (PLZ 24943)                                     |        |
| * Kirchplatz                                             | Platz vor der Christuskirche in Mürwik | Lage, Mürwik                                                   |        |
| Klabundeweg Klabundevej                                  | Benannt nach dem Journalisten und Politiker Erich Klabunde der im Nachkriegsdeutschland den sozialen Wohnungsbaus vorantrieb. In dem Viertel hat der Selbsthilfe-Bauverein seinen Sitz. | Lage, Fruerlund (PLZ 24943)                                    |        |
| Klaus-Groth-Straße Klaus Groths Gade                     | Benannt nach dem niederdeutschen Lyriker und Schriftsteller Klaus Groth. Die benachbarte Hebbelstraße war ursprünglich ein Teil der Klaus-Groth-Straße. Vgl. dort | Lage, Friesischer Berg (PLZ 24937)                             |        |
| * Kleine Exe Lille Exegade                               | Die Straße liegt auf der Exe. Sie ist zwar auf vielen Karten als Bestandteil der Exe eingetragen, ist aber offenbar kein Adressbestandteil. Die dort befindliche Marktwache ist nur bei Veranstaltungen in Gebrauch und hat daher keine Adresse. Ein Straßenschild existiert nicht. | Lage, Friesischer Berg (PLZ 24937)                             |        |
| Kleine Koppel Lille Kobbel                               | Der Straßenname deutet darauf hin, dass sich dort eine kleine Koppel befand. Diese lag offensichtlich im Bereich des ehemaligen Stadtfeldes der Stadt Flensburg. | Lage, Mürwik (PLZ 24944)                                       |        |
| Kleine Lücke Lille Løkke                                 | Lücke bedeutet Koppel, oder allgemeiner definiert: „eingefriedetes Flurstück“. | Lage, Mürwik (PLZ 24944)                                       |        |
| Kleiner-Fuchs-Hof                                        | Nach dem Schmetterling Kleiner Fuchs benannt. | Lage, Weiche (PLZ 24941)                                       |        |
| Kleine Sophienstraße Lille Sophiegade                    | 1882 wurde die Sophienstraße nach Prinzessin Sophie von Preußen (1870–1932) benannt. 1898 folgte die Benennung der benachbarten Kleinen Sophienstraße. Die Straße ist nicht mit dem Flensburger Sophienhof zu verwechseln, der in einem anderen Teil der Stadt liegt. | Lage, Friesischer Berg (PLZ 24937)                             |        |
| Kleine St.-Jürgen-Treppe Lille Skt. Jørgens Trappe       | Der Treppenweg wurde nach St. Jürgen benannt. Nicht weit entfernt liegt zudem die (Große) St.-Jürgen-Treppe. Die Kleine St.-Jürgen-Treppe überwindet einen Höhenunterschied von 63 Metern. Sie verbindet, wie auch die (Große) St.-Jürgen-Treppe, das Kapitänsviertel (des Stadtbezirks St. Jürgen) mit dem Stadtbezirk Jürgensgaard. | Lage, Jürgensby (PLZ 24943)                                    |        |
| * Klein-Trögelsby                                        | Der Gehweg erinnert seit dem 5. Juli 1979 an Klein Trögelsby. Er besitzt zurzeit zwar kein Straßenschild, ist aber in einigen Straßenkarten eingezeichnet. Siehe für weiteres: Trögelsby | Lage, Engelsby                                                 |        |
| Klostergang Klostergangen                                | Gang beim Franziskanerkloster Flensburg. | Lage, Flensburger Innenstadt (PLZ 24937)                       |        |
| * Klosterholz Klosterskov                                | Kreuzungsbereich der Mürwiker Straße mit der Blücherstraße und Swinemünder Straße; Siehe Klosterholz | Lage, Mürwik                                                   |        |
| Klosterholzweg Klosterskovvej                            | Vgl. Klosterholz | Lage, Mürwik (PLZ 24944)                                       |        |
| Klueser Weg Kluesvej (im Dän. eigentlich: Klus)          | Siehe Klues. | Lage, Nordstadt (PLZ 24939)                                    |        |
| Klueser Winkel Klueskrogen                               | Siehe Klues. | Lage, Nordstadt (PLZ 24939)                                    |        |
| Kluesrieser Weg Kluesrisvej                              | Führt zum Kluesries. Der Weg hieß früher „Niehuuser Weg“. Er wurde Ende der 1980er-Jahre umbenannt und trägt seitdem den neuen, zutreffenden Namen. | Lage, Nordstadt (PLZ 24939)                                    |        |
| Knappenstraße Væbnergade                                 | Straßenname mit Bezug zur Duburg. | Lage, Neustadt (PLZ 24939)                                     |        |
| Knud-Laward-Straße                                       | Benannt nach Knud Lavard. Liegt direkt hinter dem Knudsgildehof; vgl. Knudsgilde (Flensburg). | Lage, Flensburger Innenstadt (PLZ 24937)                       |        |
| Knuthstraße Knuthsgade                                   | In der Knuthstraße hängt ein Gedenkschild mit dem Wortlaut: „Knuthstraße, Markus Knuth 1811–1899, Kaufmann und Stadtverordneter“. | Lage, Westliche Höhe/Neustadt (PLZ 24939)                      |        |
| Kockeschünegang Kocks Ladegang                           | „Schüne“ ist niederdeutsch für Scheune. Der Gang stellte offenbar den Weg zu Kocks Scheune dar. Die Scheune existiert heute nicht mehr. Beim Kockschünegang liegt heute der Lütte Mühlenteich. — Der auch in Flensburg wenig bekannte Waldweg findet gewöhnlich keine besondere öffentliche Beachtung. Im Juni 2017 führte ein Navi einen ortsfremden Lkw-Fahrer mit seinem 40-Tonner auf den kleinen Wirtschaftsweg. Die alarmierten Polizisten fanden den LKW festgefahren im Gebüsch vor. Das Technische Betriebszentrums (TBZ) der Stadt kürzte daraufhin die dortigen Pflanzen. Ein Handewitter Abschleppunternehmen befreite schließlich den LKW, so dass dieser seine Fahrt fortsetzen konnte. | Lage, Südstadt (PLZ 24941)                                     |        |
| Kohlweißlingsweg                                         | Nach den Kohlweißling, also den Schmetterlingsarten des Großen Kohlweißlings und Kleinen Kohlweißlings benannt. | Lage, Weiche (PLZ 24941)                                       |        |
| * Kollundts Gang                                         | Der auch „Kollundtsgang“ geschriebene Straßenname, ist offenbar seit Anfang des 19. Jahrhunderts überliefert. Benannt wurde der Gang nach der Schiffer- und Reederfamilie Lorenzen Collundts, welche auch Namensgeber des Collundtsparks ist. Der Kollundts Gang befindet sich beim Margarethenhof. Nach einer Sanierung und Neugestaltung des dortigen Gebietes wurde der Kollundts Gang offenbar offiziell der Straße Am Margarethenhof zugeschlagen. Heutzutage ist der Straße offensichtlich keine Hausnummer mehr zugeordnet. | Lage, Jürgensby                                                |        |
| Kolonistenweg                                            | Südlich der Stadtgrenze nach Weding und Jarplund hin, zwischen der westlich gelegenen Husumer Straße und der östlich gelegenen Eckernförder Landstraße, befanden sich im 18. Jahrhundert mindestens acht Kolonistenhäuser. Die Kolonisten (vgl. Kartoffeldeutsche) sollten das dortige Ödland kultivieren. Eines von diesen Kolonistenhäusern lag zwischen dem Grenzstein 22 und dem Grenzstein 23 und trug den Namen „Friedrichshof“. An der Stelle des damaligen Kolonistenhauses befindet sich noch heute ein kleiner Hof dieses Namens (Koordinate des Hofes). Der Kolonistenweg erhielt 1998 seinen Namen. | Lage, Weiche (PLZ 24941)                                       |        |
| Kompagniegang                                            | Führt zur Kompagniestraße, an deren Ende das Kompagnietor steht. | Lage, Flensburger Innenstadt (PLZ 24937)                       |        |
| Kompagniestraße Kompagnigade                             | Am Ende der Straße zum Hafen hin liegt das Kompagnietor. | Lage, Flensburger Innenstadt (PLZ 24937)                       |        |
| Königstraße Kongegade                                    | Straßenname mit Bezug zur Duburg. | Lage, Neustadt (PLZ 24939)                                     |        |
| Kong-Arrildshoj-Park                                     | „Park des Königs Arrild“; Vgl. Kong Arrilds Høj | Lage, Weiche (PLZ 24941)                                       |        |
| Konventgarten Conventhaven                               | Das Fremdwort „Konvent“ stammt aus dem Lateinischen und hat die Bedeutung „Zusammenkunft“, beziehungsweise „Versammlung“. Der Konventgarten war eine Gastwirtschaft, die 1866 eröffnete. Sie existiert heute lange nicht mehr. Außer der Straße wird heutzutage auch der kleine Park, in dem sich ein Spielplatz befindet, ebenfalls Konventgarten genannt. | Lage, Sandberg (PLZ 24937)                                     |        |
| * KptLt Dirk Brüne Straße                                | Die Straße liegt auf dem Stützpunkt Flensburg-Mürwik, beim Parkplatz der Marineschule. Sie reicht von der Kelmstraße bis zur Straße Twedter Mark (vgl. Twedter Mark). Sie ist über 350 Meter lang. Kapitänleutnant Dirk Brüne ist oder war seit 1995 für die Infrastruktur der Schule zuständig. In diesem Rahmen koordinierte er auch die umfassenden Bau- und Sanierungsarbeiten zum 100. Geburtstag der Burg im Jahr 2010. Der Straßenname ist seit mindestens 2014 in OpenStreetMap verzeichnet. | Lage, Mürwik                                                   |        |
| Kreisstraße                                              | In Flensburg existieren verschiedene Straßenverbindungen, die als Kreisstraßen dienen. Siehe Liste der Kreisstraßen in Flensburg. — Die wohl bekannteste dürfte zur Zeit die Kreisstraße 8 sein. | Lagen unterschiedlich                                          |        |
| Kreisstraße 8                                            | Die Kreisstraße 8 (K 8) soll offenbar als Taruper Umgehungsstraße, als Erschließungsstraße für Wohngebiete bei Tarup, als eine Zubringerstraße zur Osttangente sowie als eine Zufahrtsstraße zur Flensburger Innenstadt dienen. Die Kreisstraße 8 besteht aus folgenden Einzelstraßen: der Bahnhofsstraße (bei der Innenstadt), dem Munketoft (beim Campus) und der Hochfelder Landstraße (bei Hochfeld) sowie dem zur Taruper Hauptstraße verlängerten Tastruper Weg. Die ersten beiden Straßen waren seit Jahrzehnten fertiggestellt. Die Hochfelder Landstraße wurde seit 2009 gebaut. Der letzte der vier Bauabschnitte der Straße (die Verlängerung bis zur Taruper Hauptstraße) sollte um 2018 erfolgen. Bis 2017 konnte zwar eine Straßenverbindung nach Tarup fertiggestellt werden, doch das letzte, in einem geschwungenen Verlauf geplante Teilstück konnte erst mit Verspätung realisiert werden. Die Stadt schaffte es nicht, das Grundstück zu erwerben. Die Rathausplaner beantragten daher die Enteignung des Grundstückeigentümers. Am 21. Mai 2019 wurde das besagte letzte Straßenstück für den Verkehr freigegeben. | Lage, Südstadt/Sandberg/Tarup                                  |        |
| Kreuzkoppel Korskobbel                                   | Der Straßenname deutet auf eine „Koppel bei Tarup Kreuz“. | Lage, Tarup (PLZ 24943)                                        |        |
| Kreuzlücke Korsløkken                                    | Lücke bedeutet Koppel, oder allgemeiner definiert: „eingefriedetes Flurstück“. Mit dem Wort „Lücke“ dürfte also ebenfalls eine Koppel gemeint gewesen sein. Der Name Kreuzlücke bezeichnete somit wohl ursprünglich eine Koppel bei Tarup Kreuz. | Lage, Tarup (PLZ 24943)                                        |        |
| Krügerstraße                                             | Benannt nach der Patriotin und Soldatin in den Befreiungskriegen Friederike Krüger. | Lage, Fruerlund (PLZ 24943)                                    |        |
| Kurze Straße Korte Gade                                  | Die Straße ist kurz. | Lage, Jürgensby (PLZ 24937)                                    |        |
| Küsterlücke                                              | Es handelt sich um einen historischen Flurnamen. Lücke bedeutet Koppel, oder allgemeiner definiert: „eingefriedetes Flurstück“. Unweit der Küsterlücke befindet sich, gut sichtbar, die Adelbyer Johanniskirche aus dem 12. Jahrhundert. Neben dem Pastorat der Kirche befindet sich auch eine Küsterwohnung sowie die ehemalige Küsterschule aus dem Jahr 1650, heute das Gemeheindehaus der Kirchengemeinde. Die Küsterschule stellte Mitte des 19. Jahrhunderts die größte Landschule der Propstei des Amtes Flensburg dar. Der Straßenname hat also die Bedeutung „Küsterkoppel“. Die Straße entstand zwischen 2006 und 2009 als Abzweigung vom Adelbyer Kirchenweg, um das dortige neue Baugebiet zu erschließen. | Lage, Sandberg (PLZ 24943)                                     |        |

Fußnoten
1. ↑  Flensburger Tageblatt: Sonderveröffentlichung: Vor 100 Jahren: Vier Dörfer für die Stadt, vom: 1. April 2010; abgerufen am: 2. März 2015
2. ↑  Flensburger Tageblatt: Blick auf die Jahresringe der wachsenden Stadt, vom 11. August 2012; abgerufen am: 26. Februar 2015
3. ↑  Flensburger Tageblatt: 100 Jahre Eingemeindung: Der graue Esel und des Kaisers Piste, vom: 6. Mai 2010; abgerufen am: 4. März 2015
4. ↑  Dieter Pust: Flensburger Straßennamen. Gesellschaft für Flensburger Stadtgeschichte, Flensburg 2005, ISBN 3-925856-50-1, Artikel: Kanzleistraße
5. ↑  Lutz Wilde: Denkmaltopographie Bundesrepublik Deutschland, Kulturdenkmale in Schleswig-Holstein. Band 2, Flensburg, S. 564 ff.
6. ↑  Gesellschaft für Flensburger Stadtgeschichte (Hrsg.): Flensburg in Geschichte und Gegenwart. Flensburg 1972, Seite 441
7. ↑  Benennung von Straßen Wohnbaugebiet “Kauslund-Osterfeld” (Bebauungsplan Nr. 232) (Memento vom 7. April 2018 im Internet Archive), S. 5
8. ↑  Flensburger Tageblatt: Das tragische Ende der "Jägerslust", vom: 29. September 2010; abgerufen am: 24. Oktober 2019
9. ↑  Gesellschaft für Flensburger Stadtgeschichte (Hrsg.): Flensburg in Geschichte und Gegenwart. Flensburg 1972, Seite 442
10. ↑  Karte von Flensburg Nord 1904 (Memento vom 29. Februar 2012 im Internet Archive), abgerufen am: 10. Mai 2015
11. ↑  Parkplatz Kieler Anlagen; abgerufen am: 20. Februar 2015
12. ↑  Flensburger Tageblatt: Über den Dächern von Flensburg: Über 145 Stufen zum Superblick, vom: 30. August 2017; abgerufen am: 12. November 2019
13. ↑  Gerret Liebing Schlaber: Vom Land zum Stadtteil. Flensburgs Stadtfeld und die eingemeindeten Dörfer in Bild und Wort ca. 1860-1930. Flensburg 2009. Seite 125
14. ↑  Die Duburg, Festung und Schloss auf der westlichen Höhe (Memento vom 21. Juni 2015 im Internet Archive), Seite 7 und 10
15. ↑  Flensburger Tageblatt: Schleichwege: Wo die Südstadt am grünsten ist, vom: 6. Mai 2014; abgerufen am: 2. März 2015
16. ↑  Flensburger Tageblatt: Flensburg: Navi schickt 40-Tonner auf Waldweg, vom: 27. Juni 2017; abgerufen am: 28. Juni 2017
17. ↑  Straßenverzeichnis mit Bezirkseinteilung der Schiedsleute, vom: Juni 2011; abgerufen am: 7. November 2019
18. ↑  Dieter Pust: Flensburger Straßennamen. Gesellschaft für Flensburger Stadtgeschichte, Flensburg 2005, ISBN 3-925856-50-1, Artikel: Kollundts Gang
19. ↑  Vgl. OpenStreetMap-Wiki. Flensburg-stat, vom: 21. Januar 2018; abgerufen am: 7. November 2019
20. ↑  Karte von Flensburg und Umgebung 1779
21. ↑  Flensburger Stadtgeschichte e. V. (Hg.): Geschichte erfahren. Eine Entdeckungstour entlang Flensburgs alten Grenzsteinen, vom 1. Dezember 2012; Die GPS-Koordinaten des Posters sind offenbar fehlerhaft oder entsprechen nicht dem allgemeinen Standard. Die Grenzsteine sind mittels den dort genannten Koordinaten also nicht bestimmbar.
22. ↑  Die Duburg, Festung und Schloss auf der westlichen Höhe (Memento vom 21. Juni 2015 im Internet Archive), Seite 7 und 10
23. ↑  Online-Duden. Eintrag: Konvent, abgerufen am: 24. November 2019
24. ↑  IHR Sanierungsträger (Hg.): Stadterneuerung in Flensburg, Östliche Altstadt und Achter de Mühl Sanierungsgebiete 1988 bis 2009, Seite 79
25. ↑  Straßen in Deutschland. KptLt Dirk Brüne Straße in Flensburg, abgerufen am: 24. Oktober 2019
26. ↑  KptLt Dirk Brüne Straße, abgerufen am: 14. Juni 2015; beziehungsweise mit Karte ihres Gesamtverlaufs dort (Memento vom 4. März 2016 im Internet Archive)
27. ↑  Flensburger Tageblatt: Trampedachlager: Fünf von sieben Baracken werden abgerissen, vom: 9. Mai 2009; abgerufen am: 14. Juni 2015
28. ↑  Die K8 erobert Neuland - Verlängerung der Kreisstraße 8 nach Osten (Memento vom 29. November 2014 im Internet Archive), abgerufen am: 5. März 2015
29. ↑  WiF, Kreisstraße 8 (Memento vom 24. Dezember 2014 im Internet Archive), abgerufen am: 5. März 2015
30. ↑  Flensburger Tageblatt: Noch drei Jahre bis zur Tarup-Tangente, vom: 15. September 2009; abgerufen am: 5. März 2015
31. ↑  Flensburger Tageblatt: Für B-Plan 272 fehlt ein Plan B, vom: 24. Februar 2017
32. ↑  Flensburg: K8 pünktlich für den Verkehr freigegeben, abgerufen am: 20. Mai 2019
33. ↑  Dieter Pust: Flensburger Straßennamen. Gesellschaft für Flensburger Stadtgeschichte, Flensburg 2005, ISBN 3-925856-50-1, Artikel: Kreuzkoppel
34. ↑  Vgl. Flensburger Tageblatt: 725 Jahre Flensburg: Tarup - das kleine Dorf mit dem Kruzifix, vom: 27. Aug. 2009; abgerufen am: 5. März 2015
35. ↑  Vgl. Flensburger Tageblatt: 725 Jahre Flensburg: Tarup - das kleine Dorf mit dem Kruzifix, vom: 27. Aug. 2009; abgerufen am: 5. März 2015
36. ↑  RV-110/2006, Straßenbenennungen, vom: 6. September 2006; abgerufen am: 14. November 2019
37. ↑  WiF, Küsterlücke (Memento vom 21. Februar 2015 im Internet Archive); abgerufen am: 2. März 2015
38. ↑  Flensburger Tageblatt: Großadelbylund: Baustopp: Chaos an der Küsterlücke, vom: 2. November 2009; abgerufen am: 2. März 2015
39. ↑  Flensburger Tageblatt: Küsterlücke: Mit Timmy in den dritten Bauabschnitt, vom: 24. Juni 2011; abgerufen am: 2. März 2015